# 구조유사체
구조유사체(structural analog), 화학유사체(chemical analog), 혹은 단순하게 유사체(analog)는 구조가 다른 화합물과 유사하지만, 일정 부분 다른 화합물이다.
하나 이상의 원자, 작용기, 하위 구조가 다른 원자, 작용기, 하위 구조로 치환되어 있을 수 있다. 구조유사체는 (최소한 이론상으로는) 다른 물질에서 형성된다고 볼 수 있다. 종종 구조유사체는 등전자성을 보인다.
구조유사체는 비교되는 물질과 화학적 유사성은 높지만, 기능유사체는 아닐 수 있다. 즉, 물리적, 화학적, 생화학적, 약리학적 성상은 크게 다른 경우도 있다.
신약 개발에 있어서, 최초 선도 물질의 구조유사체 여럿을 만들어 구조-활성 관계 연구에서 시험하기도 한다. 혹은 선도 물질의 구조유사체를 데이터베이스에 등록하여 스크리닝할 수도 있다.
법률을 회피하기 위하여 불법 약물의 유사체를 개발하여 판매하는 경우도 찾아볼 수 있다. 이러한 물질을 디자이너 약물이라 부르기도 한다. 이 때문에 1986년 미국에서는 연방 유사체법(Feceral Analogue Act)을 통과시켰다. 해당 법률에서는 인간이 복용하기 위해 통제 물질법(Controlled Substances Act)에서 규정하고 있는 1단계 및 2단계 통제 약물과 약리학적 성상이 유사한 구조유사체를 생산하는 것을 금지한다.

## 예시
알코올
- 메탄올
- 실라놀, 메탄올의 구조유사체
- 메테인싸이올, 메탄올의 구조유사체

펜에틸아민
- 펜에틸아민
- 암페타민
- 메스암페타민

## 신경전달물질 유사체
신경전달물질 유사체는 신경전달물질의 구조유사체로, 대개 약물로 쓰인다. 예시는 다음과 같다.
- 카테콜아민 유사체
- 세로토닌 유사체
- GABA 유사체

## 같이 보기
- 유도체
- 기능유사체